# Axel Hummel
Axel Fredrik Hummel, född 15 mars 1860 i Nederkalix, död 22 november 1907 i Djursholm, var en svensk direktör och riksdagspolitiker. 
Axel Hummel blev student vid Uppsala universitet 1877 och var elev vid Skogsinstitutet 1879–1881. Han var extra jägmästare i Ängelholms revir 1881–1883 och ägare av godset Torsjö vid Eksjö. Han blev 1879 delägare och verkställande direktör för Kosta glasbruk (aktiebolag från 1894) och i Kosta Järnvägs AB. Han var ledamot] av riksdagens första kammare 1902–1904 för Kronobergs län. Axel Hummel var gift med Atalia Hummel, född Lundberg (1861–1953).
Hummel hamnade i ekonomiska trångmål i samband med att Kosta glasbruk rekonstruerades och kom därpå att bli anställd av affärsmannen William Olsson. Dock uppvisade Hummel tecken på överansträngning och sköt sig till döds i huvudet medan han vistades på hotell Kronprinsen i Stockholm.

## Utmärkelser
- Riddare av Vasaorden 1900[4]